# زلاتيفتسي
زلاتيفتسي (بالبلغارية: Златевци)‏ قرية تقع إدارياً ضمن بلدية غابروفو ‏ في بلغاريا. ويبلغ عدد سكانها 79 نسمة حسب تعداد 15 مارس 2015. تعتمد زلاتيفتسي للبريد على الرمز البريدي 5345.